# Медвежий Взвоз
Медве́жий Взоз (рос. Медвежий Взвоз) — присілок у складі Великоустюзького району Вологодської області, Росія. Входить до складу Орловського сільського поселення.

## Населення
Населення — 2 особи (2010; 7 у 2002).
Національний склад (станом на 2002 рік):
- росіяни — 100 %